# Tesmec
Tesmec S.p.A. è una società italiana quotata alla Borsa di Milano dove è presente negli indici FTSE Italia STAR e FTSE Italia Small Cap (TES, ISIN: IT0004585243).

## Attività
Il Gruppo Tesmec è attivo nella progettazione, produzione e commercializzazione di prodotti, tecnologie e soluzioni integrate nella costruzione, manutenzione ed efficienza di infrastrutture legate al trasporto e alla distribuzione di energia, dati e materiali. Nel dettaglio, il portafoglio prodotti comprende trencher per scavo in roccia, surface miner, equipaggiamenti di tesatura, equipaggiamenti ferroviari e dispositivi elettronici per la gestione delle smart grid.

## Consiglio d'Amministrazione
- Presidente e Amministratore delegato: Ambrogio Caccia Dominioni
- Vicepresidente: Gianluca Bolelli
- Consigliere: Caterina Caccia Dominioni
- Consigliere: Lucia Caccia Dominioni
- Consigliere: Paola Durante
- Consigliere: Simone Andrea Crolla
- Consigliere: Emanuela Basso Petrino
- Consigliere: Guido Traversa

Situazione al 11/02/2021 secondo dati societari.

## Azionariato
- 31,45% TTC S.r.l.
- 14,85% FI.IND. S.p.A.
- 0,78% Azioni proprie
- 0,51% MTS – OFFICINE MECCANICHE DI PRECISIONE
- 0,28% Directors
- 0,17% RX s.r.l.
- 51,96% Other Shareholders

Situazione al 11/02/2021 secondo dati societari.

## Fonti
- Società, aggiornamento al 11/02/2021